# Beinhaus (Argol)

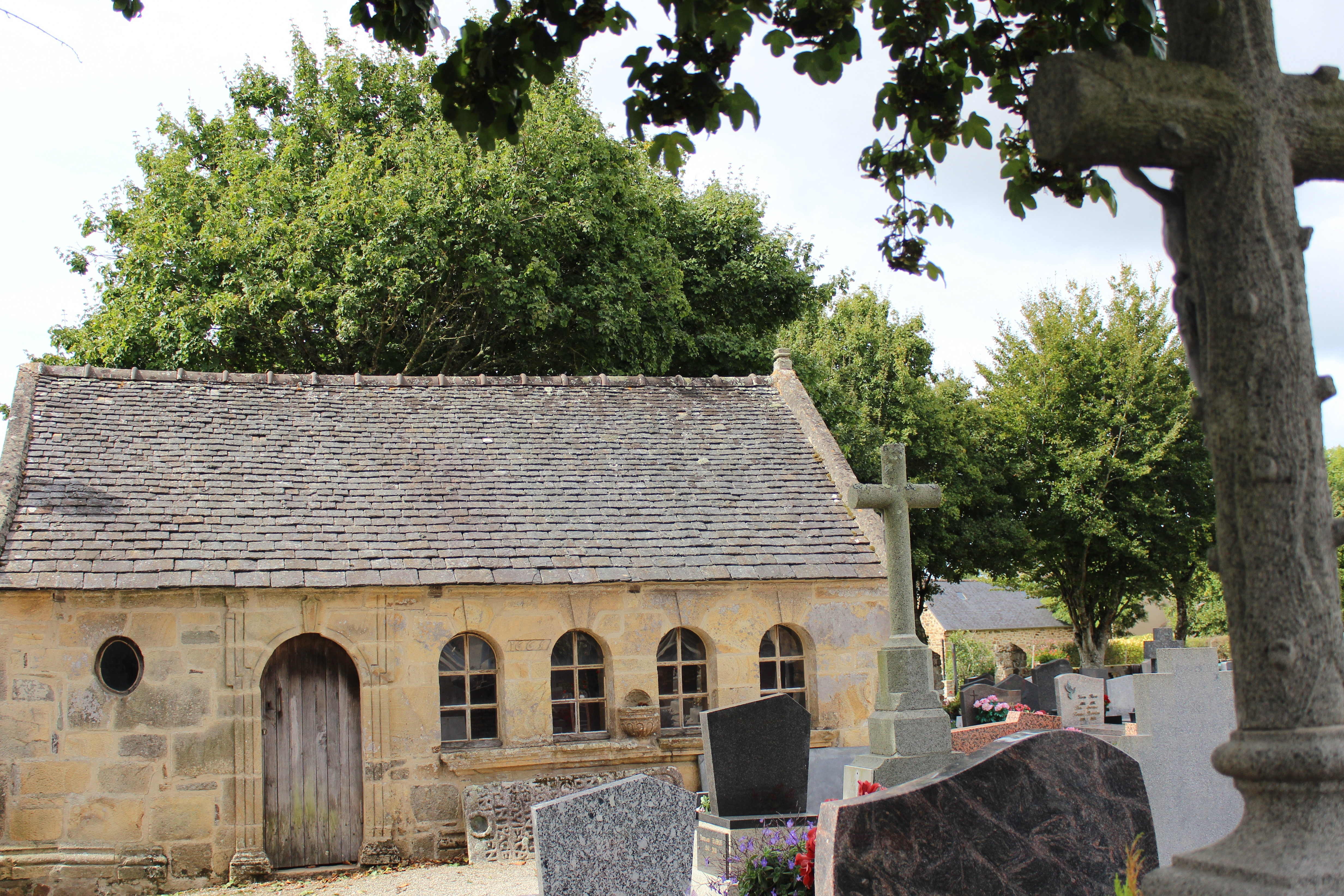
Beinhaus in Argol

Das Beinhaus in Argol, einer französischen Gemeinde im Westen des Départements Finistère in der Region Bretagne, wurde 1665 errichtet. Das Beinhaus im Stil der Renaissance steht neben der Kirche Ste-Geneviève inmitten des Friedhofs.
Das Gebäude aus heimischem Sandstein besitzt ein von Pilastern gerahmtes Rundbogenportal. Links davon ist ein Ochsenauge zu sehen. Der große Raum wird von vier Rundbogenfenstern erhellt. Zwischen den ersten beiden Fenstern ist die Jahreszahl 1665 eingemeißelt. In der Mittelachse der Fenster ist ein Weihwasserbecken in die Fassade integriert.
Das Satteldach ist mit rechteckigen Steinplatten gedeckt. 